# Anne Osmont

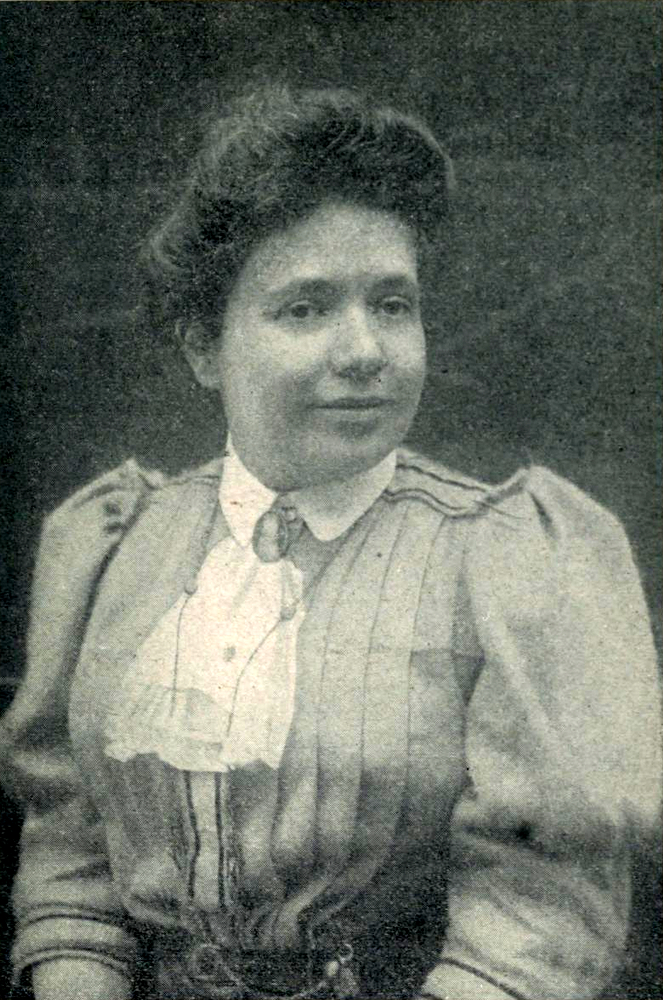
Anne Osmont

Anne Osmont (Toulouse, 2 augustus 1872 - Parijs, 13 mei 1953), was een Frans esoterica uit het entourage van Papus. Later werd ze de rechterhand van Henri Durville in zijn Ordre Eudiaque.
Zij was een leerlinge van Barlet die ze als haar meester beschouwt. Haar werk en haar filosofie zijn zowel esoterisch als christelijk geïnspireerd.

## Gepubliceerde werken

### Algemeen
- Nocturnes (gedichten)
- Le sequin d'or (roman)
- Le mouvement symboliste (kunstgeschiedenis)

### Esoterie
- Le symbolisme du sceptre
- Le symbolisme de la croix
- Le symbolisme du glaive
- Le symbolisme du disque
- Le symbolisme de la colombe
- Le symbolisme du serpent
- Le symbolisme de la coupe
- L'art dêtre heureuse
- Mes souvenirs
- Le rythme, créateur de forces et de formes
- Les plantes médicinales et magiques
- Traité de physiognomonie
- Clarté sur l'occultisme
- Le Pater
- Envoûtements et exorcismes à travers les äges. Rituel de défense.

## Medewerking aan tijdschriften
- Initiation et Science
- Jeunesse -Santé - Beauté
- L'Art Méridional
- Le Messager de Toulouse
- Eudia

## Journaliste voor kranten
- La Fronde (Frankrijk)
- Le Matin (België)

- Bibliothèque nationale de France: cb12814401f (data)
- International Standard Name Identifier: 0000 0001 1732 7390
- MusicBrainz: 43df2040-f49a-4c99-b918-f709f550eed6
- Nederlandse Thesaurus van Auteursnamen: 26604915X
- Système universitaire de documentation: 10159447X
- Virtual International Authority File: 122136882
- WorldCat: E39PBJhxpgcdDxk7mXctFbcwYP